# Mihai Neicuțescu
Mihai Neicuțescu (n. 29 septembrie 1998, București, România) este un fotbalist român, care joacă pe post de atacant la Chiajna în Liga a II-a.